# Rompo
Rompo is een bestuurslaag in het regentschap Bima van de provincie West-Nusa Tenggara, Indonesië. Rompo telt 1754 inwoners (volkstelling 2010).